# Agromyza bromi
Agromyza bromi är en tvåvingeart som beskrevs av Spencer 1966. Agromyza bromi ingår i släktet Agromyza och familjen minerarflugor.
Artens utbredningsområde är Tyskland. Arten har ej påträffats i Sverige. Inga underarter finns listade i Catalogue of Life.